# Robert Carmody
Robert John „Bob” Carmody (ur. 4 września 1938 na Brooklynie, zm. 27 października 1967 w Gia Định) – amerykański bokser wagi muszej.

## Życiorys
Brązowy medalista Letnich Igrzysk Olimpijskich 1964 w Tokio oraz Igrzysk panamerykańskich 1963 w São Paulo.
Od 1957 żołnierz US Army, uczestnik wojny wietnamskiej. Miał stopień sierżanta sztabowego (ang. Staff Sergeant). Zginął wraz z pięcioosobowym oddziałem w zasadzce zastawionej przez ugrupowanie Wietkongu w okolicach Sajgonu. Pośmiertnie odznaczony Brązową Gwiazdą.

## Odznaczenia wojskowe
- Brązowa Gwiazda
- Purpurowe Serce
- Medal za Dobre Zachowanie
- National Defense Service Medal
- Vietnam Service Medal
- Vietnam Campaign Medal